# Belize nos Jogos Olímpicos de Verão de 1984
Belize competiu nos Jogos Olímpicos de Verão de 1984 em Los Angeles, Estados Unidos. O país retornou aos jogos após participar do boicote de 1980.

## Resultados por Evento

### Atletismo
200 m masculino
- Damil Flowers — 21.72 (→ não avançou, 49º lugar)

400 m masculino
- Phillip Pipersburg
  - Eliminatórias — 48.04 (→ não avançou)

5.000 m masculino
- Eugène Muslar
  - Eliminatórias — 15:05.78 (→ não avançou)

### Ciclismo
Estrada Individual masculino
- Joslyn Chavarria — não terminou (→ sem classificação)
- Warren Coye — não terminou (→ sem classificação)
- Lindford Gillett — não terminou (→ sem classificação)
- Wernell Reneau — não terminou (→ sem classificação)